# Ананян, Анаит Аршаковна
Анаи́т Арша́ковна Ананя́н (1900—1987) — советский армянский овощевод-селекционер. Герой Социалистического Труда (1971). Заслуженный деятель науки Армянской ССР (1967). Заслуженный агроном Армянской ССР.

## Биография
Родилась в с. Похоскилиса Казахского уезда Елисаветпольской губернии (с 1935 года - село Шамахян, в наши дни в составе города Дилижан). Окончила сельскохозяйственный факультет Политехнического института в Тифлисе (1926).
С 1933 года работала на республиканской селекционной станции овощебахчевых культур Армянской ССР, в 1949-84 годах её директор.
Доктор сельскохозяйственных наук (1966).
Получила такие сорта помидоров, как «Анаит-20», «Юбилейный-26», «Звартноц» и др.
8 апреля 1971 года Указом Президиума Верховного Совета СССР удостоена звания Героя Социалистического Труда «за выдающиеся успехи, достигнутые в развитии сельскохозяйственного производства и выполнении пятилетнего плана продажи государству продуктов земледелия и животноводства» с вручением ордена Ленина и золотой медали Серп и Молот.
Умерла 1 или 2 сентября 1987 года.

## Награды
- Герой Социалистического Труда (08.04.1971).
- Два ордена Ленина (1966, 08.04.1971).
- Орден «Знак Почёта» (24.11.1945).
- Заслуженный деятель науки Армянской ССР (1967).
- Заслуженный агроном Армянской ССР.
- Золотая медаль ВДНХ СССР (07.08.1969)
- Малая серебряная медаль ВСХВ СССР (05.11.1954)
- две Бронзовые медали ВДНХ СССР (17.04.1972; 17.07.1974)